# 한국먼디파마
한국먼디파마(영어: Mundipharma Korea)는 1998년에 설립된 대한민국의 제약 회사이다. 스위스의 다국적 제약 회사인 먼디파마의 대한민국 법인이기도 하다.

## 제품소개
일반의약품
- 지노베타딘
- 베타딘

전문의약품
- 케이콘틴
- 옥시콘틴
- 지트람엑스
- 노스판패취
- 비스펜틴

의약외품
- 메디폼

## 같이 보기
- 현대약품
- 일동제약
- 광동제약